# Max Véronneau
Maximilian „Max“ Cross Véronneau (* 12. Dezember 1995 in Sandy Hill, Ontario) ist ein kanadischer Eishockeyspieler, der seit Juli 2023 erneut bei Leksands IF aus der Svenska Hockeyligan (SHL) unter Vertrag steht und dort auf der Position des rechten Flügelstürmers spielt. Véronneau war zuvor unter anderem in der Organisation der Ottawa Senators in der National Hockey League (NHL) aktiv, für die er 16 Partien bestritt.

## Karriere
Véronneau war bis zum Jahr 2015 zunächst in der unterklassigen kanadischen Juniorenliga Central Canada Hockey League (CCHL) für die Gloucester Rangers aktiv. Von dort wechselte der Stürmer im Sommer 2015 aufgrund seines Studiums an der renommierten Princeton University in die Vereinigten Staaten. Parallel zu seinem Studium spielte Véronneau in den folgenden vier Jahren für die Princeton Tigers, die Eishockeymannschaft der Universität. Mit der Mannschaft erlebte der Offensivspieler vier erfolgreiche Spielzeiten. Zwischen 2017 und 2019 wurde er in zahlreiche Auswahlmannschaften der ECAC Hockey und National Collegiate Athletic Association (NCAA), deren Spielbetrieb die Tigers angehörten, berufen. Zudem gewann der Kanadier mit dem Team im Jahr 2018 die Divisionsmeisterschaft der ECAC.
Trotz der ansprechenden Leistungen im Collegebereich wurde Véronneau in keinem NHL Entry Draft ausgewählt, sondern nach Abschluss seines Studiums im Frühjahr 2019 von den Ottawa Senators aus der National Hockey League (NHL) als sogenannter Free Agent für zwei Jahre unter Vertrag genommen. Im restlichen Verlauf der Spielzeit 2018/19 kam er dabei zu zwölf NHL-Einsätzen, in denen er viermal punktete. Die folgende Saison kam der Flügelstürmer vor dem Hintergrund der COVID-19-Pandemie zu vier weiteren Einsätzen für das kanadische Hauptstadt-Franchise. Er spielte jedoch bis Februar 2020 hauptsächlich für deren Farmteam, die Belleville Senators, in der American Hockey League (AHL), ehe er im Tausch für Aaron Luchuk an die Toronto Maple Leafs abgegeben wurde. Die Maple Leafs setzten ihn bis zum Saisonende dreimal bei den Toronto Marlies in der AHL ein.
Nachdem Véronneaus Vertrag in Toronto über den Sommer 2020 nicht verlängert worden war, nahm er im Dezember 2020 ein Vertragsangebot des schwedischen Klubs IK Oskarshamn an, bei dem er die Spielzeit in der Svenska Hockeyligan (SHL) verbrachte und mit 18 Scorerpunkten in 25 Spielen auf sich aufmerksam machte. Zum Spieljahr 2021/22 wechselte der Kanadier zum Ligakonkurrenten Leksands IF. Dort verbrachte er eine herausragende Saison mit 60 Punkten in 51 Einsätzen. Mit seinen 34 Treffern war er bester Torschütze der gesamten Liga, wofür er die Håkan Loob Trophy erhielt, und wurde am Saisonende sowohl zum Stürmer des Jahres als auch mit dem Guldhjälmen als wertvollster Spieler der SHL ausgezeichnet. Der Kanadier machte dadurch auch die Organisationen in Nordamerika wieder auf sich aufmerksam, wodurch er im April 2022 ein Vertragsangebot der San Jose Sharks aus der NHL für die Spielzeit 2022/23 erhielt, die ihn mit einem Zweiwegevertrag mit Gültigkeit für die AHL und deren Kooperationspartner San Jose Barracuda ausstatteten. Die Saison in Nordamerika verlief für den Kanadier jedoch enttäuschend, das er in 31 Einsätzen für die Barracuda in der AHL zu lediglich neun Punkten kam. Bereits im Mai 2023 gab Leksands die erneute Verpflichtung Véronneaus für das Spieljahr 2023/24 bekannt.

## Erfolge und Auszeichnungen
| - 2017 ECAC Second All-Star Team - 2017 NCAA All-Ivy League Second Team - 2018 Whitelaw-Cup-Gewinn mit der Princeton University - 2018 ECAC First All-Star Team - 2018 NCAA East Second All-American Team - 2018 NCAA All-Ivy League First Team | - 2019 ECAC Second All-Star Team - 2019 NCAA All-Ivy League Second Team - 2022 Håkan Loob Trophy - 2022 Stürmer des Jahres der Svenska Hockeyligan - 2022 Guldhjälmen |

## Karrierestatistik
Stand: Ende der Saison 2023/24
(Legende zur Spielerstatistik: Sp oder GP = absolvierte Spiele; T oder G = erzielte Tore; V oder A = erzielte Assists; Pkt oder Pts = erzielte Scorerpunkte; SM oder PIM = erhaltene Strafminuten; +/− = Plus/Minus-Bilanz; PP = erzielte Überzahltore; SH = erzielte Unterzahltore; GW = erzielte Siegtore; 1 Play-downs/Relegation; Kursiv: Statistik nicht vollständig)